# Oficina administrativa de las Cortes de los Estados Unidos
La Oficina administrativa de las Cortes de los Estados Unidos (AO)  es una agencia administrativa de la rama judicial que sirve como su entidad de apoyo central, su dirección es nombrada por el Presidente de la Corte Suprema y está supervisada directamente por la Conferencia Judicial de los Estados Unidos, brinda una amplia gama de servicios administrativos, legales, financieros, de gestión, de programas y de tecnología de la información a las cortes federales. La Agencia implementa y ejecuta las políticas de la Conferencia Judicial y las leyes que afectan al Poder Judicial. Facilita las comunicaciones dentro del poder judicial con el Congreso, la rama ejecutiva y el público en nombre del poder judicial. Los comités de la Conferencia Judicial, con aportes de las cortes, asesoran a la Oficina Administrativa a medida que prepara el presupuesto anual del Poder Judicial, el cual por ley es transmitido sin cambio alguno por la Oficina de Administración y Presupuesto al Congreso.
La agencia es una entidad única en el gobierno en el sentido de que ni el Poder Ejecutivo ni el Poder Legislativo tienen una organización comparable que brinde la amplia gama de servicios y funciones que la Oficina Administrativa realiza para el Poder Judicial. Los abogados, administradores públicos, contadores, ingenieros de sistemas, analistas, arquitectos, estadísticos y otro personal de la OA brindan una amplia variedad de servicios profesionales para satisfacer las necesidades de los jueces y más de 32,000 empleados del Poder Judicial que trabajan en más de 800 ubicaciones en todo Estados Unidos.

## Misión

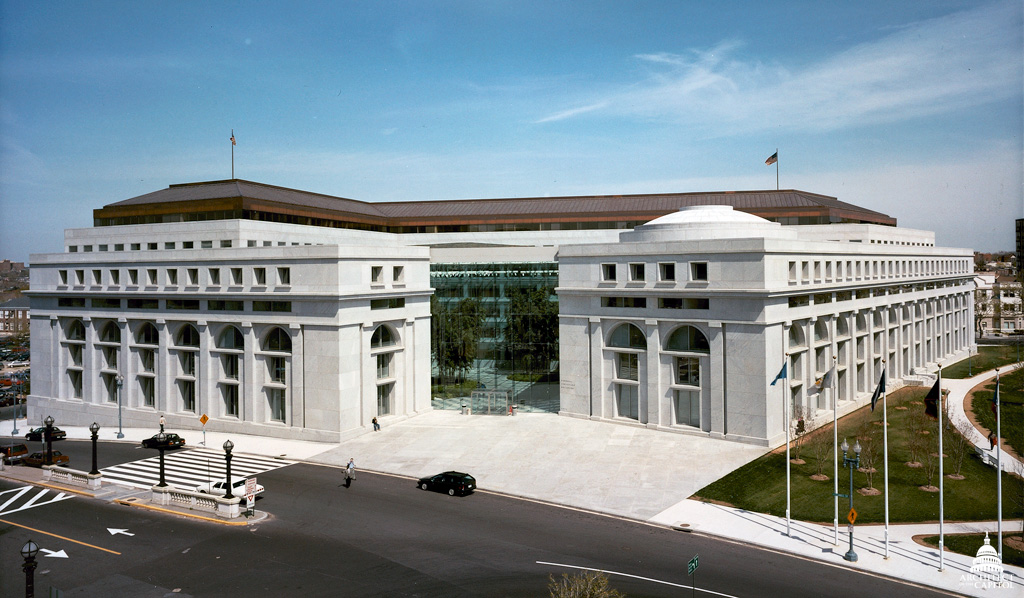
El Edificio Judicial Federal Thurgood Marshall alberga las oficinas de la Oficina Administrativa de los Tribunales de los Estados Unidos, el Centro Judicial Federal, la Comisión de Sentencias de los Estados Unidos y la Oficina del Secretario del Panel Judicial de Litigios Multidistritales.

La misión de la Oficina Administrativa de las Cortes de los Estados Unidos (AO) es proporcionar una variedad de funciones de apoyo al poder judicial federal de los Estados Unidos. El AO prepara y presenta el presupuesto de las Cortes a la Conferencia Judicial para su aprobación por el Congreso. Analiza y ejecuta la legislación del Congreso que afectará el funcionamiento o el personal del Poder Judicial. También proporciona ayuda administrativa a los miembros de los tribunales en forma de secretarios, oficiales de servicios de libertad condicional y Previa al Juicio, taquígrafos judiciales y defensores públicos. También trabaja junto con la Administración de Servicios Generales para desarrollar y operar adaptaciones adecuadas para los tribunales federales, ya sea en edificios federales o en juzgados federales independientes.

## Estructura
La dirección de la AO sirve como Secretario de la Conferencia Judicial y es nombrado, junto con el subdirector, por el Presidente de la Corte Suprema. El AO incluye una Oficina del Asesor Jurídico, la Oficina de la Secretaría Ejecutiva de la Conferencia Judicial, la Oficina de Asuntos Públicos, la Oficina de Asuntos Legislativos, la Oficina de Programas para Jueces, la Oficina de Administración de Cortes, la Oficina de Recursos Humanos, la Oficina de Finanzas y Presupuesto, la Oficina de Instalaciones y seguridad, Oficina de Servicios para Defensores, Oficina de Servicios de Libertad Condicional y Previa al Juicio, Oficina de Tecnología de la Información y una Oficina de Servicios Internos.

## Historia
La Oficina Administrativa de los Tribunales de EE. UU. Fue establecida por una ley del Congreso el 6 de noviembre de 1939. Con el establecimiento de la Oficina Administrativa y los consejos judiciales de circuito, el Congreso proporcionó por primera vez al poder judicial agencias presupuestarias y de gestión de personal que eran independientes del poder ejecutivo del gobierno. Durante 150 años, la responsabilidad administrativa de los tribunales federales pasó del Departamento del Tesoro al Departamento del Interior en 1849 y al Departamento de Justicia en 1870. (La Conferencia de Jueces Superiores de Circuito, establecida en 1922, era un órgano asesor). En la década de 1930, una coalición de jueces, abogados, académicos y funcionarios del Departamento de Justicia acordaron que la administración eficiente de la justicia, así como el principio de independencia judicial, requerían una agencia separada con funcionarios designados y responsables ante un cuerpo de jueces.
A principios del siglo XX, algunos jueces expresaron preocupación porque la supervisión administrativa de los tribunales por parte del Departamento de Justicia era ineficaz y, lo que es más importante, planteaba la amenaza de interferencia en el proceso judicial. Las propuestas de reforma iban desde proyectos de ley de asignación separados para los tribunales hasta la autorización de jueces superiores de circuito como administradores de todos los tribunales dentro de sus respectivos circuitos. Algunos circuitos establecieron conferencias de jueces para discutir problemas de gestión de casos y administración de tribunales. El proyecto de Ley de Reorganización Judicial de la administración Roosevelt de 1937, conocido por su disposición para ampliar la Corte Suprema, incluía una disposición para el nombramiento de un supervisor que recopilaría datos sobre el negocio de los tribunales y haría recomendaciones para la reasignación de jueces y una mejor gestión de casos. Muchos jueces de los tribunales de distrito se resistieron a esta centralización de la autoridad sobre los tribunales individuales que habían operado con tanta autonomía durante un siglo y medio, pero hubo un apoyo generalizado para alguna reforma que facilitaría los asuntos judiciales y eliminaría el papel del Departamento de Justicia en las operaciones diarias de los tribunales federales.
Después de la derrota del plan de "empacar en la corte" de Roosevelt, el presidente del Tribunal Supremo Charles Evans Hughes respondió a las sugerencias de cambios administrativos menos radicales. Nombró a miembros de la Conferencia de Jueces Superiores de Circuito para trabajar con representantes de la Asociación de Abogados de los Estados Unidos y funcionarios del Departamento de Justicia para redactar una legislación que mejorara la eficiencia de los tribunales al mismo tiempo que respetaba el carácter descentralizado del sistema judicial federal. La Oficina Administrativa de los Tribunales de los Estados Unidos propuesta por el comité recopilaría información sobre el número de casos de los tribunales, prepararía la solicitud de presupuesto anual para los tribunales y desembolsaría los fondos asignados al poder judicial, y ofrecería asistencia administrativa a los tribunales. La ley autorizaba a la Corte Suprema a seleccionar al director de la Oficina Administrativa, pero, ante la insistencia del Presidente del Tribunal Supremo Hughes, la oficina debía operar bajo la supervisión de la Conferencia de Jueces de Circuito Superior en lugar de la Corte. La propuesta del comité obtuvo un amplio apoyo tanto en el Senado como en la Cámara de Representantes, que consideraron varias versiones antes de su aprobación en agosto de 1939. La ley estableció consejos judiciales de circuito a través de los cuales los jueces de las cortes de apelaciones revisarían los informes de casos de la Oficina Administrativa e instruirían al distrito jueces sobre lo que era necesario para acelerar los trámites de los tribunales. También ordenó conferencias de circuito anuales en las que los jueces de circuito y de distrito se reunirían con miembros del colegio de abogados para discutir la administración judicial.